# Miniaturas góticas de buxo

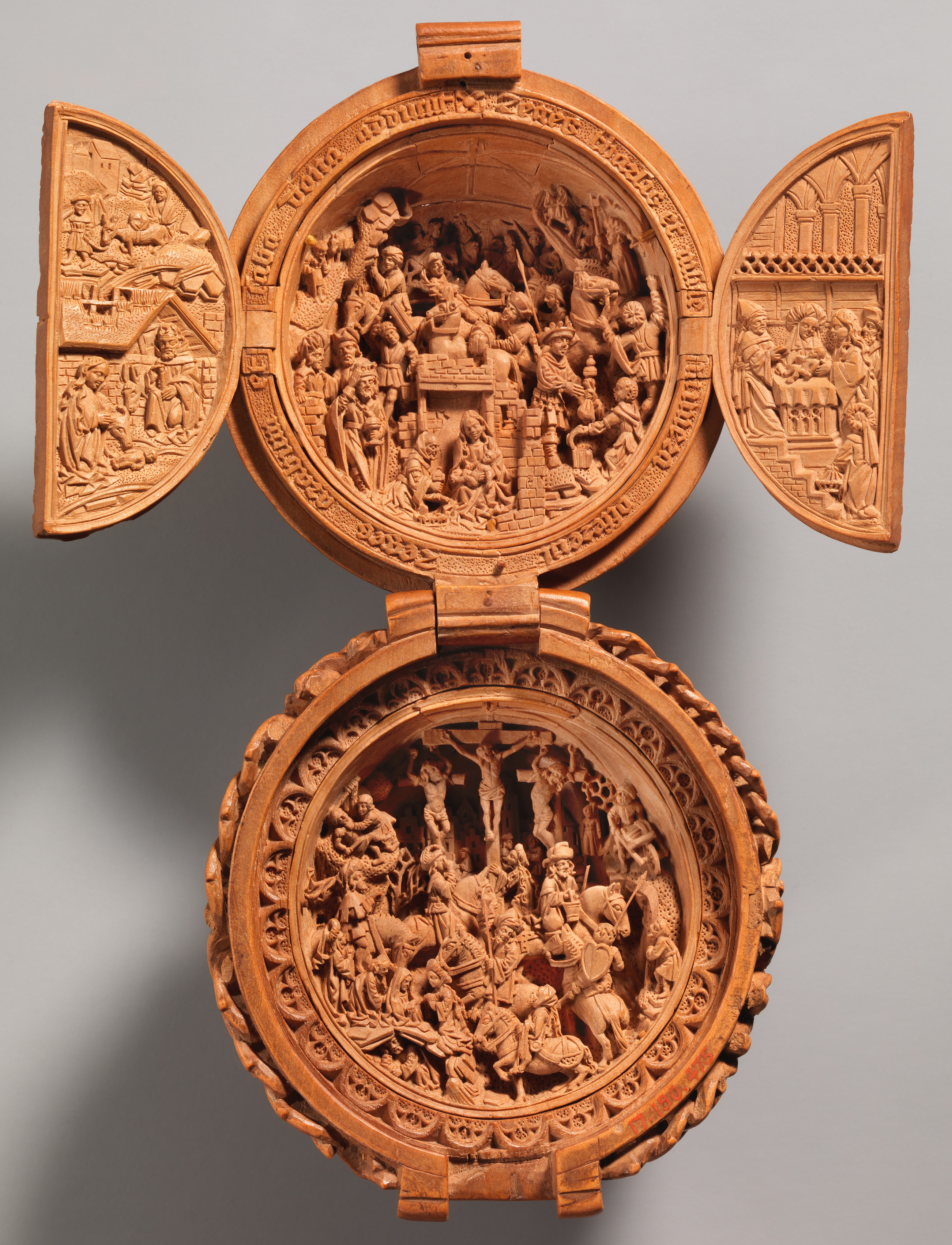
Castanha de Oração com a Adoração dos Magos e a Crucificação, Sul da Holanda. 1500–10. Altura (aberta): 11,2 cm. Cloisters, Nova York

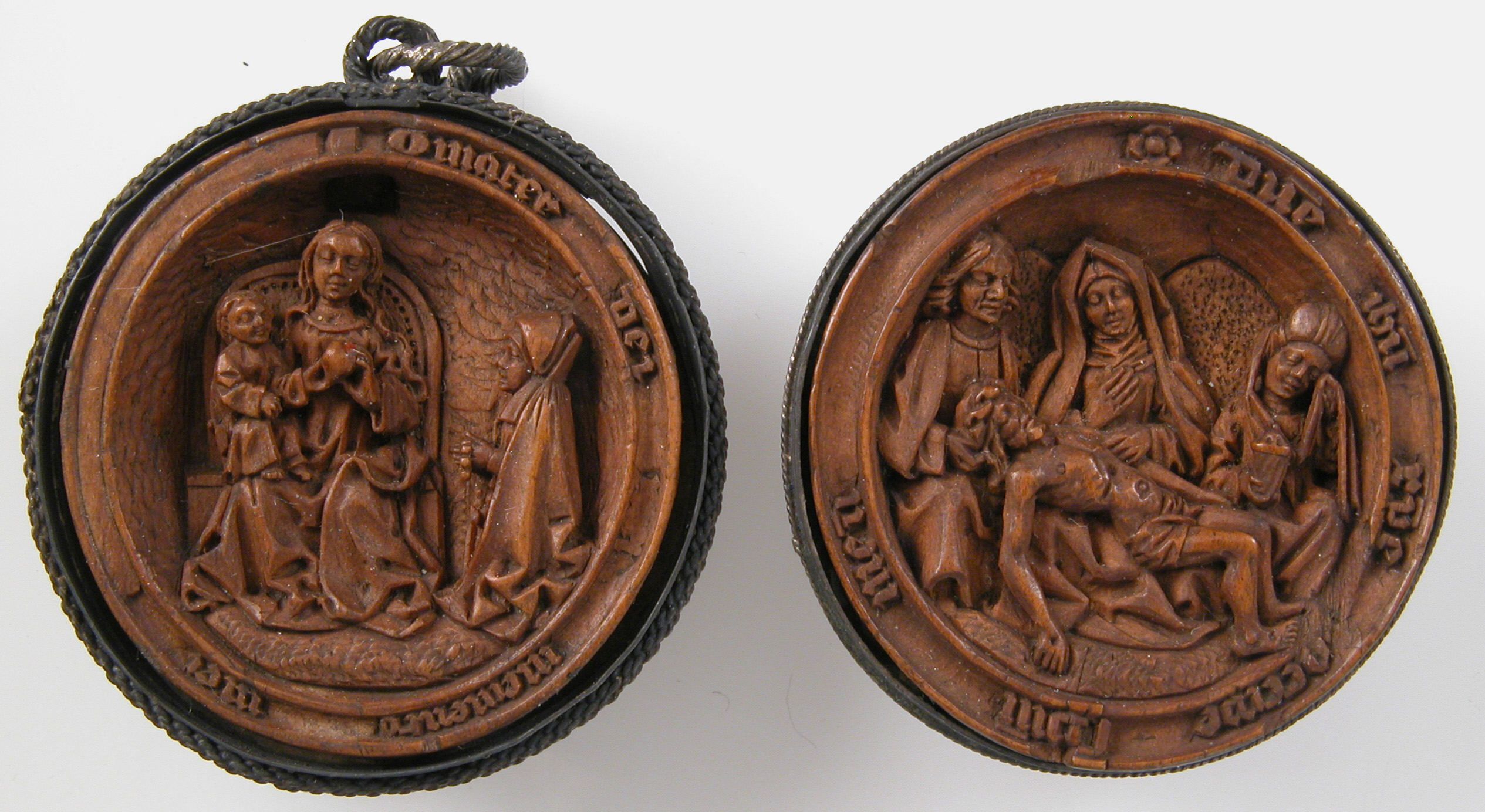
Metade de uma castanha de oração com a lamentação, Holanda, início do século XVI. Altura: 3 cm. Museu Metropolitano de Arte, Nova York

As miniaturas góticas de buxo, são esculturas cristãs muito pequenas em madeira produzidas durante os séculos XV e XVI nos Países Baixos, no final do período gótico e durante o emergente Renascimento nórdico. Eles consistem em camadas de relevos altamente intrincadas, muitas vezes encravadas em um nível quase microscópico, e são feitas de buxo, que possui grãos finos de alta densidade, adequados para microesculturas detalhadas. Existem cerca de 150 exemplares sobreviventes; a maioria são rosários esféricos (conhecidos como castanhas de oração), estatuetas, caveiras ou caixões; cerca de 20 têm a forma de polípticos, incluindo retábulos trípticos e dípticos, sacrários e ostensórios. Os polípticos têm normalmente de 10 a 13 cm de altura. A maioria das castanhas têm de 10 a 15 cm de diâmetro e foram projetadas para que pudessem ser seguradas na palma da mão, penduradas em colares ou cintos ou usadas como acessórios de moda.
Miniaturas de buxo eram grandemente valorizadas no início do século XVI. A sua iconografia, formato e utilidade pode ser ligada às esculturas de marfim medievais, assim como miniaturas de iluminuras, retábulos, pinturas em painel, esculturas, xilogravuras e gravuras. Elas tipicamente contém imagens da vida de Maria, da crucificação de Jesus, ou vistas do céu e inferno. Cada miniatura requeria habilidade excepcional para sua produção, e algumas podem ter levado décadas de trabalho acumulado para serem concluídas, sugerindo que elas eram encomendadas por nobres de alto escalão.
Várias miniaturas parecem ter vindo de uma oficina liderada por Adam Dircksz, que teria produzido dezenas de obras desse tipo. Quase nada se sabe sobre ele ou sobre os artesãos que produziram as miniaturas. Alguns dos proprietários originais podem ser identificados a partir de marcas, geralmente iniciais ou brasões, colocadas pelos escultores. Importantes coleções de miniaturas de buxo estão na Galeria de Arte de Ontário, no Museu Britânico e no Museu Metropolitano de Arte, em Nova York. Devido à sua raridade e à dificuldade em discernir a sua complexidade a partir das reproduções, as miniaturas de buxo não foram tão amplamente estudadas como outras formas de arte visual holandesa.

## Produção

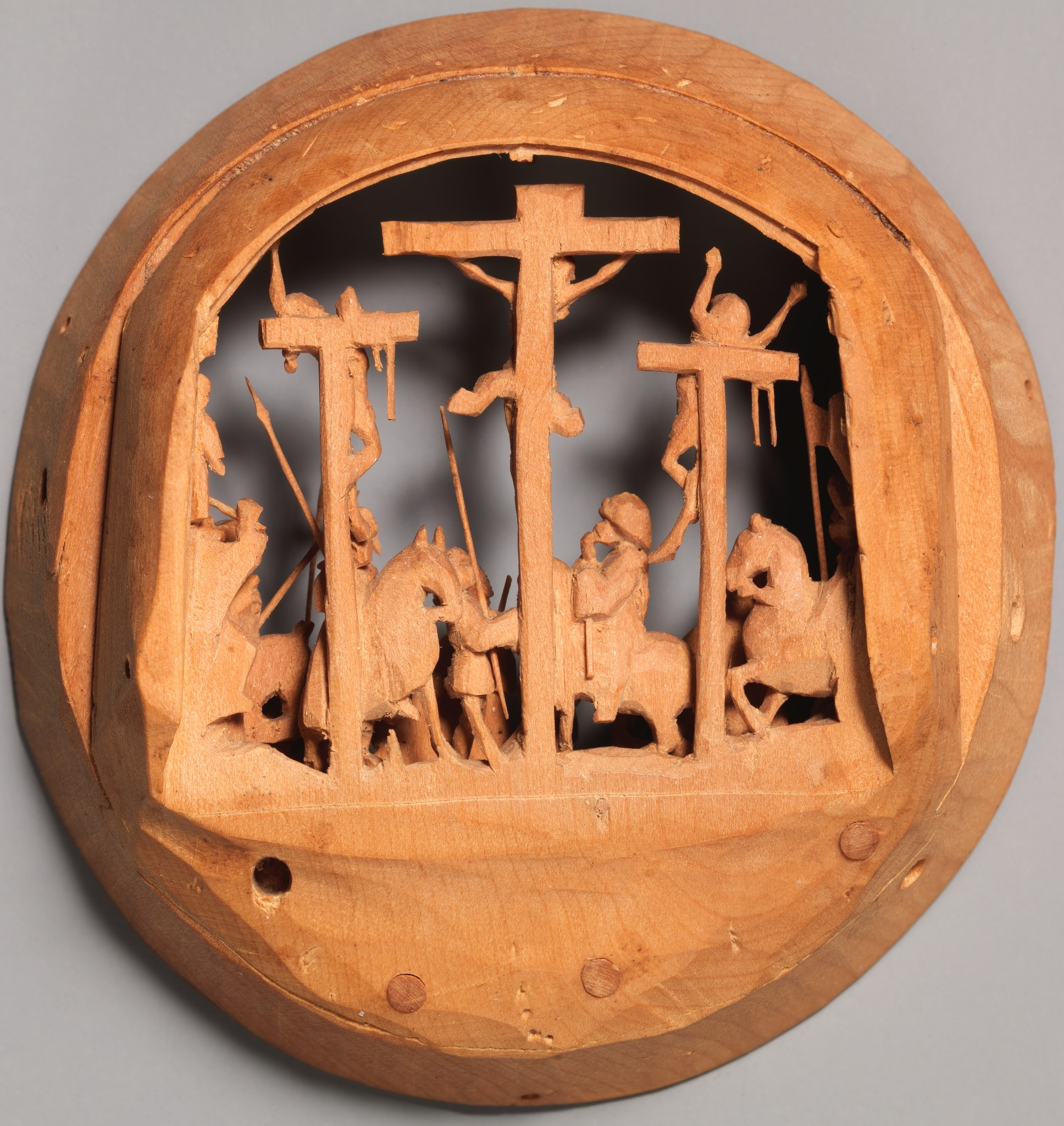
O reverso de um dos quatro discos que compõem o relevo interno da crucificação de Metade de uma castanha de oração com a crucificação castanha de oração, início do século XVI, Holanda. Altura: 5,7 cm. Museu Metropolitano de Arte, Nova York

O buxo é uma madeira densa e de grão fino, resistente a rachaduras e lascas — ideal para escultura em madeira. No século XVI, os blocos de xilogravura usados para impressão em xilogravura eram geralmente feitos de buxo. Os usos do buxo eram semelhantes aos do marfim nas esculturas medievais, mas o buxo era uma opção muito mais barata do que o marfim. Os projetos eram supervisionados por mestres artesãos que devem ter tido acesso a gravuras e xilogravuras de obras de arte contemporâneas, e que aparentemente foram influenciados por pinturas em painéis dípticos e trípticos.
O buxo cresce lentamente, por isso o tronco permanece bastante estreito, fato que limita o tamanho de qualquer escultura feita a partir de uma única peça. A madeira assume uma superfície plana, macia e tátil se for polida ou manuseada com frequência, como era o caso das castanhas de oração. A madeira perde a tangibilidade quando pintada, explicando porque a maioria das miniaturas são monocromáticas. A policromia reduziu a legibilidade das esculturas, "além da dificuldade de colorir com eficácia cenas tão pequenas e complexas", como observou o historiador de arte Frits Scholten.
As ferramentas utilizadas na produção eram semelhantes às utilizadas na produção de retábulos maiores; eles incluíam serras, plainas, navalhas, formões, e verrumas. A madeira era cortada nas dimensões necessárias como blocos, depois, as juntas eram esculpidas. As castanhas de oração eram giradas em um torno. Os lenhadores esculpiam um único bloco de buxo em uma esfera, cortavam-na ao meio, escavavam-na e prendiam uma dobradiça de fixação e alças para transporte. As esculturas nos interiores eram normalmente feitas separadamente dos hemisférios menores e posteriormente encaixadas em uma casca externa. Em alguns casos, essas cascas de madeira eram colocadas em caixas de prata.
Devido à escala diminuta das peças, eram utilizadas lupas em sua produção. As peças de madeira muito pequenas eram difíceis de fixar durante o entalhe. Os espaços abobadados, destinados a evocar a arquitetura da igreja, eram perfurados ou esculpidos e divididos com compassos e réguas em segmentos em forma de torta. Foi estabelecido um plano de superfície ao qual foram acrescentados os relevos. Essas foram criadas a partir de múltiplas folhas de madeira separadas, produzidas individualmente antes de serem unidas em camadas. Figuras importantes, geralmente santos, eram esculpidas em blocos únicos de madeira. Os componentes do relevo eram colados em nichos prefixados, ou presos com estacas, que às vezes eram funcionais e obviamente visíveis ou implantadas na forma do relevo. Devido a esta estrutura em camadas, eles são frequentemente frágeis.
Um exemplo dessa técnica de camadas é a peça Juízo Final; Coroação da Virgem — atribuída a Adam Dircksz, agora na Galeria de Arte de Ontário — onde cerca de trinta pontas minúsculas esculpidas individualmente são colocadas ao redor de Cristo para sugerir raios de luz. Pontuações na madeira sugerem que estrelas foram adicionadas ao teto por meio de pequenos furos.
Esse nível de detalhe indica a utilização de algum tipo de lente de aumento pelos artistas durante a produção, provavelmente do mesmo tipo usado hoje por joalheiros contemporâneos. Ao descrever essas complexidades, a historiadora da arte Eve Kahn escreve que as obras podem ser tão ricas que "penas individuais são visíveis em asas de anjos e peles de dragão são texturizadas com grandes escamas. Barracos em ruínas são mostrados com telhas faltando em seus telhados. As vestes dos santos e os uniformes dos soldados são enfeitados com botões e bordados, e há representações minuciosas de joias e rosários".

## Atribuição e datação
Apenas uma miniatura é explicitamente datada, um tríptico no Waddesdon Bequest do Museu Britânico, que está inscrito com 1511. Uma miniatura normalmente ostenta um brasão ou outras indicações de origem ou fonte de comissão. Uma escultura no Musée de Cluny, Paris, contém a letra M e deve ter sido concluída antes do inventário de 1524 de Margarida da Áustria. Datas aproximadas em outros exemplares inferido das coleções de seus proprietários. As castanhas de oração de Henrique VIII da Inglaterra devem ter sido feitas entre seu casamento com Catarina de Aragão em 1509 e seus primeiros esforços para se separar dela em 1526. 

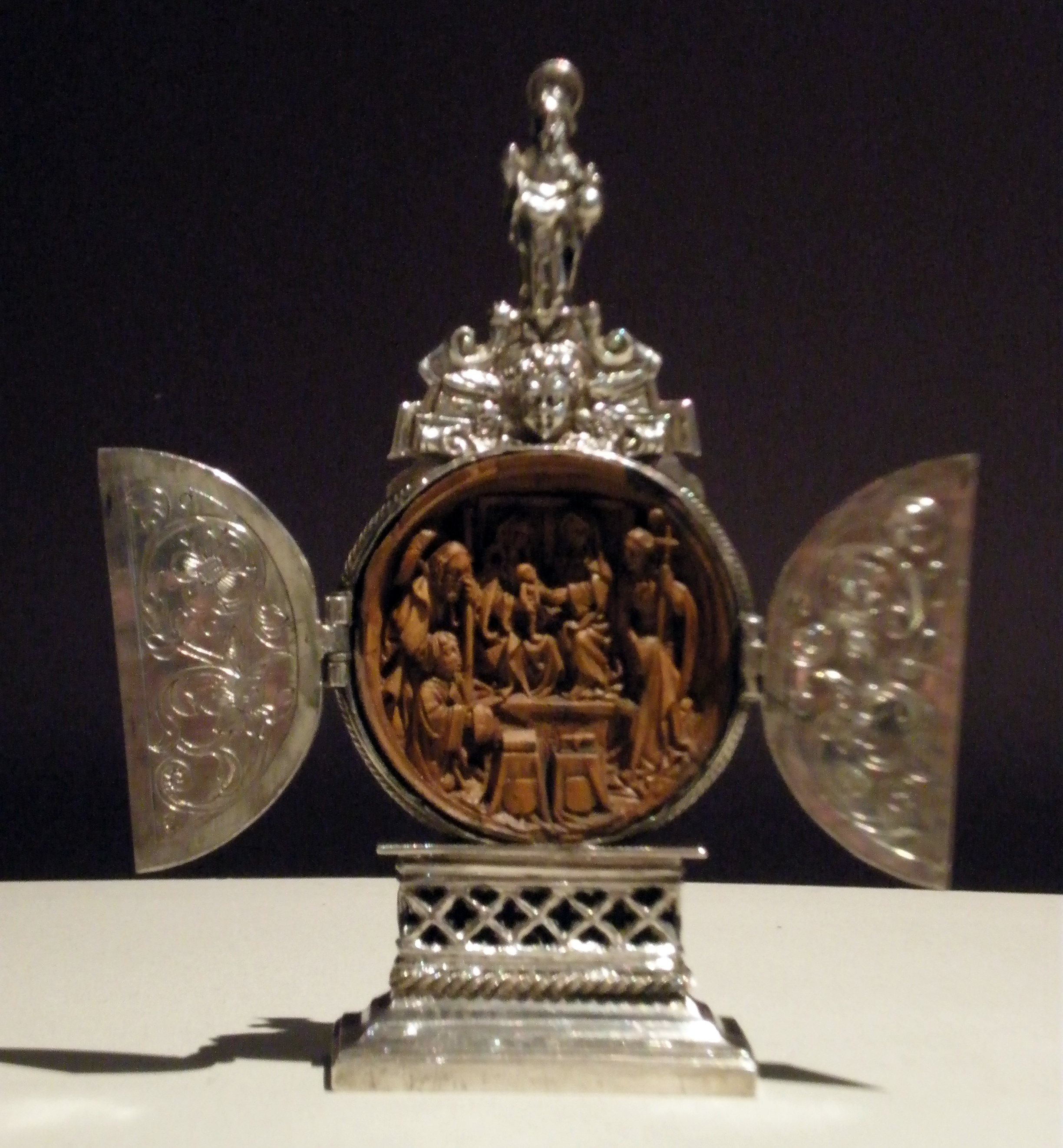
Retábulo em miniatura, buxo e prata, c. 1500–20 (buxo) 1550–70 (prata), Holanda. Altura: 9,3 cm. Museu Vitória e Alberto, Londres

A maior parte das miniaturas de buxo sobreviventes são atribuídas aos artesãos holandeses burgúndios e habsburgos do Renascimento nórdico entre o final do século XV e início do século XVI. Por conta da semelhança de qualidade e estilo às peças de altar do gótico brabantino, eles foram por séculos assumidos como originários dos Países Baixos do Sul, no entanto, estudos mais recentes descobriram que a maioria dos primeiros proprietários das peças eram das províncias do norte, como do condado da Holanda e da Zelândia. Existem exemplares da Itália, apesar de que, de acordo com Wilhem Bode, "A ampla tendência monumental da arte italiana, especialmente na escultura, parece excluir o gosto por pequenas obras primorosamente executadas". Exemplares alemães incluem uma escultura envolta em um crânio em miniatura, agora na Galeria de Arte de Ontário, que contém Astwerk (ramificações) — um tipo frequentemente encontrado na escultura alemã contemporânea.
A maior parte das miniaturas compartilham similaridades técnicas, estilísticas e temáticas e poderiam ser consideradas um grupo quase homogêneo, como notado pelo historiador da arte Jaap Leeuwenberg. Esses traços estilísticos incluem cenas animadas amplas e densamente povoadas, muitas vezes colocadas, nas palavras do historiador de arte William Wixom, em "planos de piso de cerâmica em ângulos acentuados". Outras características compartilhadas incluem figuras em trajes contemporâneos e cortinas dispostas em dobras angulares. Nesse tópico, Leeuwenberg atribuiu um grande número de objetos à Dircksz (cerca de 35 a 40) embora essa estimativa tenha sido revisada e diminuída nos últimos anos.

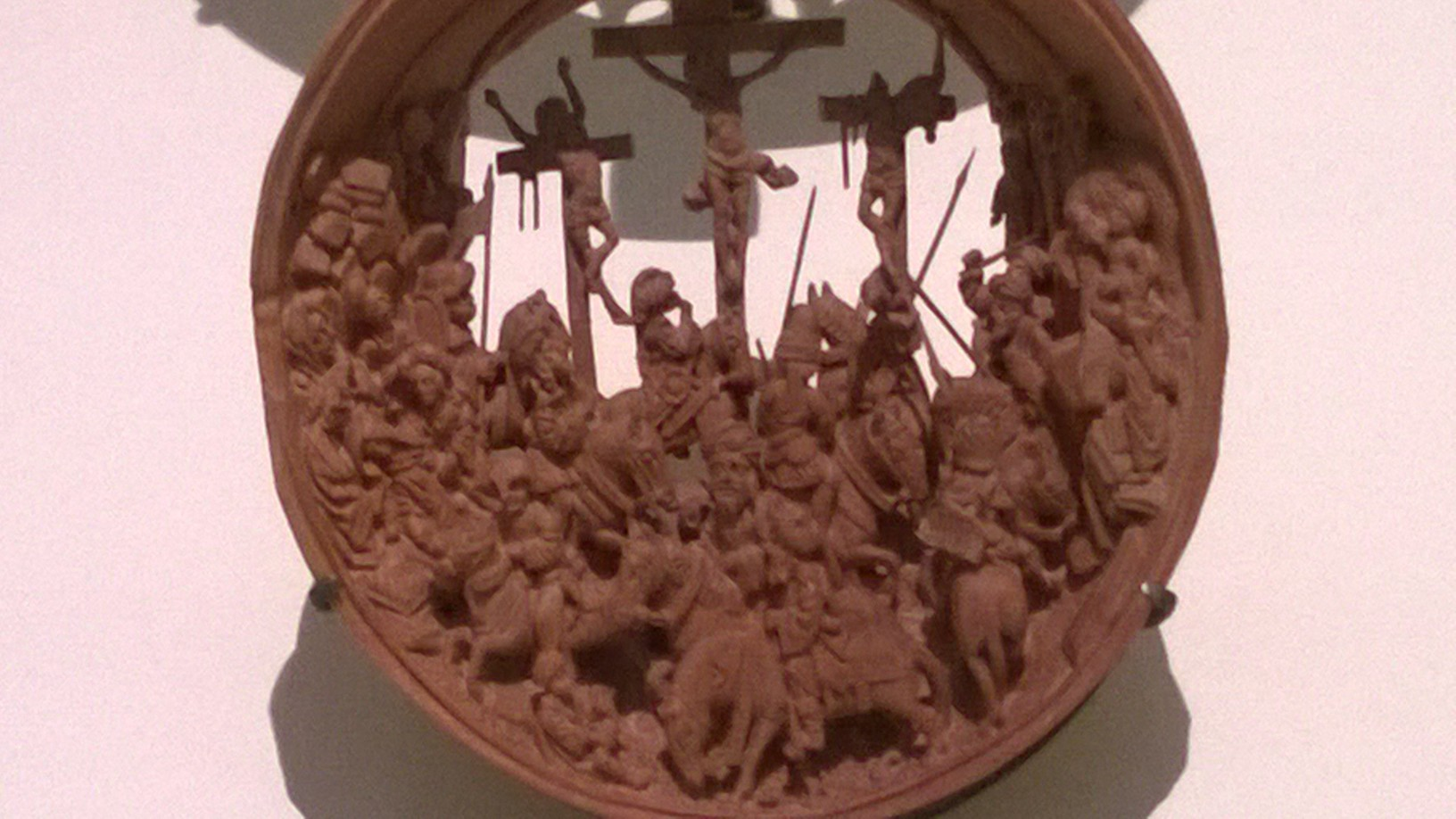
Castanha de Oração com a Crucificação e Jesus diante de Pilatos (aberta), c. 1500–30. Museu Metropolitano de Arte, Nova York

As historiadoras da arte Lisa Ellis e Alexandra Suda estimam que as miniaturas de buxo mais complexas podem ter levado décadas de trabalho para serem finalizadas — um período equivalente a uma carreira inteira de um mestre carpinteiro medieval. A produção era organizada entre oficinas diferentes de artesãos especializados. Pelas miniaturas serem tão complexas, apenas um pequeno número de oficinas eram envolvidas na produção. Devido a esse alto grau de sofisticação artística necessária, historiadores da arte presumem que as esculturas eram concebidas como itens de luxo e símbolos de status para uma elite europeia sofisticada e bem-nascida; Henrique VIII e Catarina, o Imperador Carlos V e Alberto V da Baviera são conhecidos por possuírem miniaturas de buxo individuais.

### Adam Dircksz
Por conta de características semelhantes, incluindo o uso comum de Horror Vacui abordagens espaciais semelhantes e uso de profundidade, assim como dobradiças e métodos de construção semelhantes, Leeuwenberg sugere que a produção de um grande número de miniaturas foram supervisionadas por um único mestre artesão chamado Adam Dircksz. Dircksz foi identificado pela primeira vez por meio de uma assinatura em uma castanha de oração agora no Museu Nacional de Arte da Dinamarca, com os dizeres: "Adam Theodrici me fecit" (Adam Dircksz me fez). O nome em latim Adam Theodrici pode ser traduzido ao português como Adão de Teodorico, mas os historiadores da arte geralmente usam a versão holandesa de seu nome, Adam Dirckz. Embora fosse raro os artistas assinarem algum trabalho no século XVI, quando feito, geralmente era por meio do formato me fecit (me fez), um efeito para fazer o objeto falar.
Quase nada é conhecido sobre Dircksz exceto de que seus trabalhos eram produzidos em cerca de 1500 a 1530. A assinatura pode indicar que ele era um carpinteiro, escultor, medalhista, ou simplesmente um patrono. É estipulado que ele seja responsável por aproximadamente sessenta dos exemplares sobreviventes. Ele pode ter trabalhado em uma oficina no sul dos Países Baixos, visto que inscrições flamengas aparecem em algumas das gravações. Alternativamente, estava localizado mais ao norte, possivelmente em Brabante do Norte ou em Delft, na Holanda. Em qualquer caso, à parte de Henrique VIII e Catarina, todos os donos originais vieram dos Países Baixos.
Independente do número de peças atribuídas a Dircksz e sua oficina, historiadores da arte frequentemente debatem quais precedentes artísticos e técnicos das miniaturas podem ter sido. Scholten observa de modo que, em uma grande dimensão, parece "como se esta escultura primorosa tivesse nascido ex nihilo (latim: do nada) por volta de 1500", mas aponta que "raramente se dão passos gigantescos na história da arte", apontando afinidades com a arte da ourivesaria, especialmente os elementos arquitetônicos em miniatura frequentemente encontrados em prata e ornamentos eclesiásticos.

## Iconografia

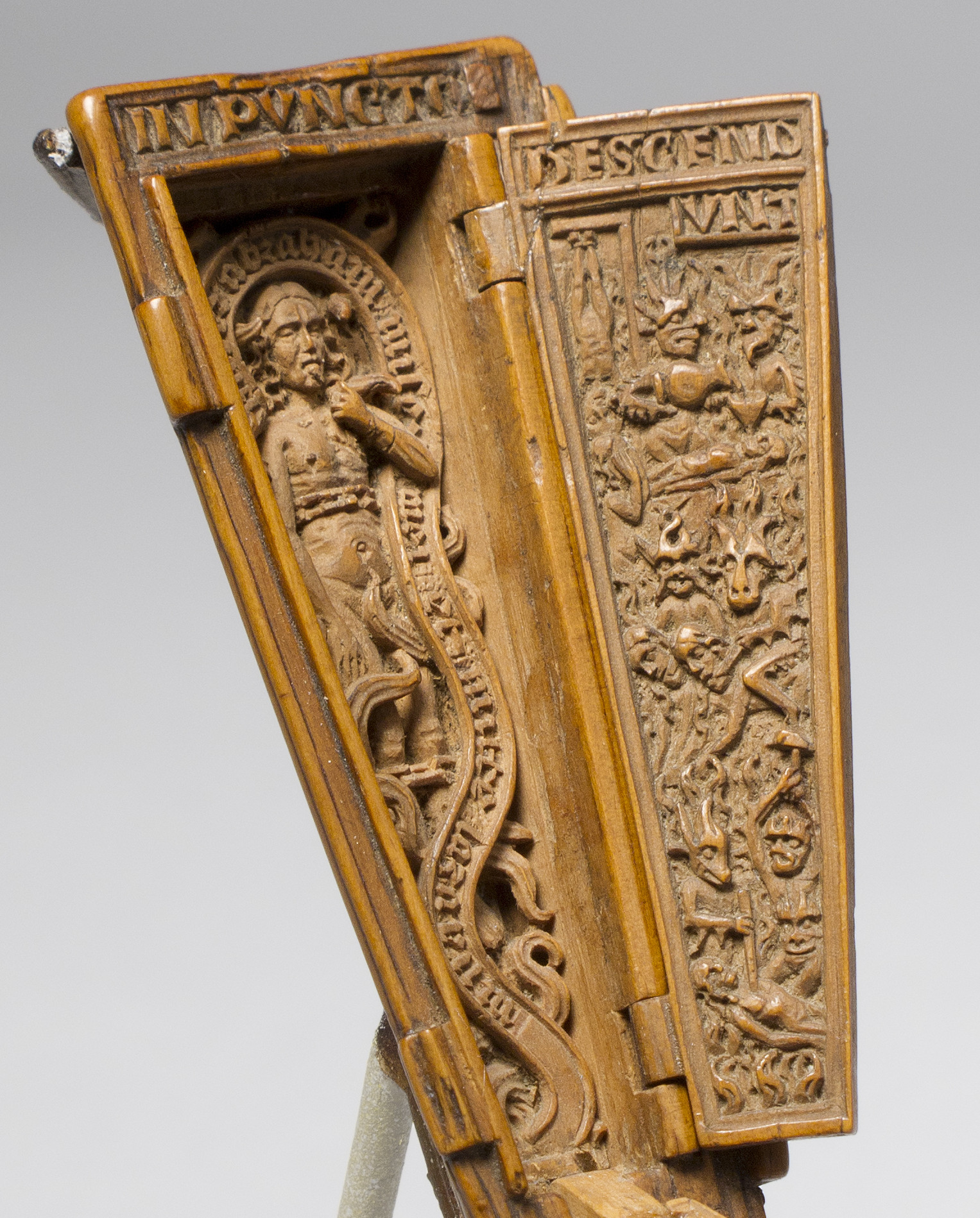
Caixão em miniatura ou Sarcófago. Holandês, c. 1500. Altura: 10,1 cm. The Cloisters, Nova York

Miniaturas de buxo seguem a tradição das esculturas cristãs originais, incluindo dípticos de marfim, esculturas da Madona e a criança e gravuras em relevo. Elas são semelhantes em estilo a obras contemporâneas de maior escala, especialmente pinturas de painéis flamengos, peças de altar e esculturas, além de serem concebidos com perspectiva e convicção religiosa semelhante. Sua iconografia é frequentemente uma mistura de cenas do Velho e do Novo Testamento, sendo as representações do Nascimento e da Paixão as mais comuns. Embora o tema central possa ser semelhante em muitas peças, existem diferenças consideráveis na composição. Representações expansivas, como a da crucificação, às vezes eram influenciadas pela literatura da época. O impacto dramático e incongruente dos objetos, sendo ao mesmo tempo minúsculos e imensamente expansivos, é particularmente adequado para representações do Céu e do Inferno.

## Formatos

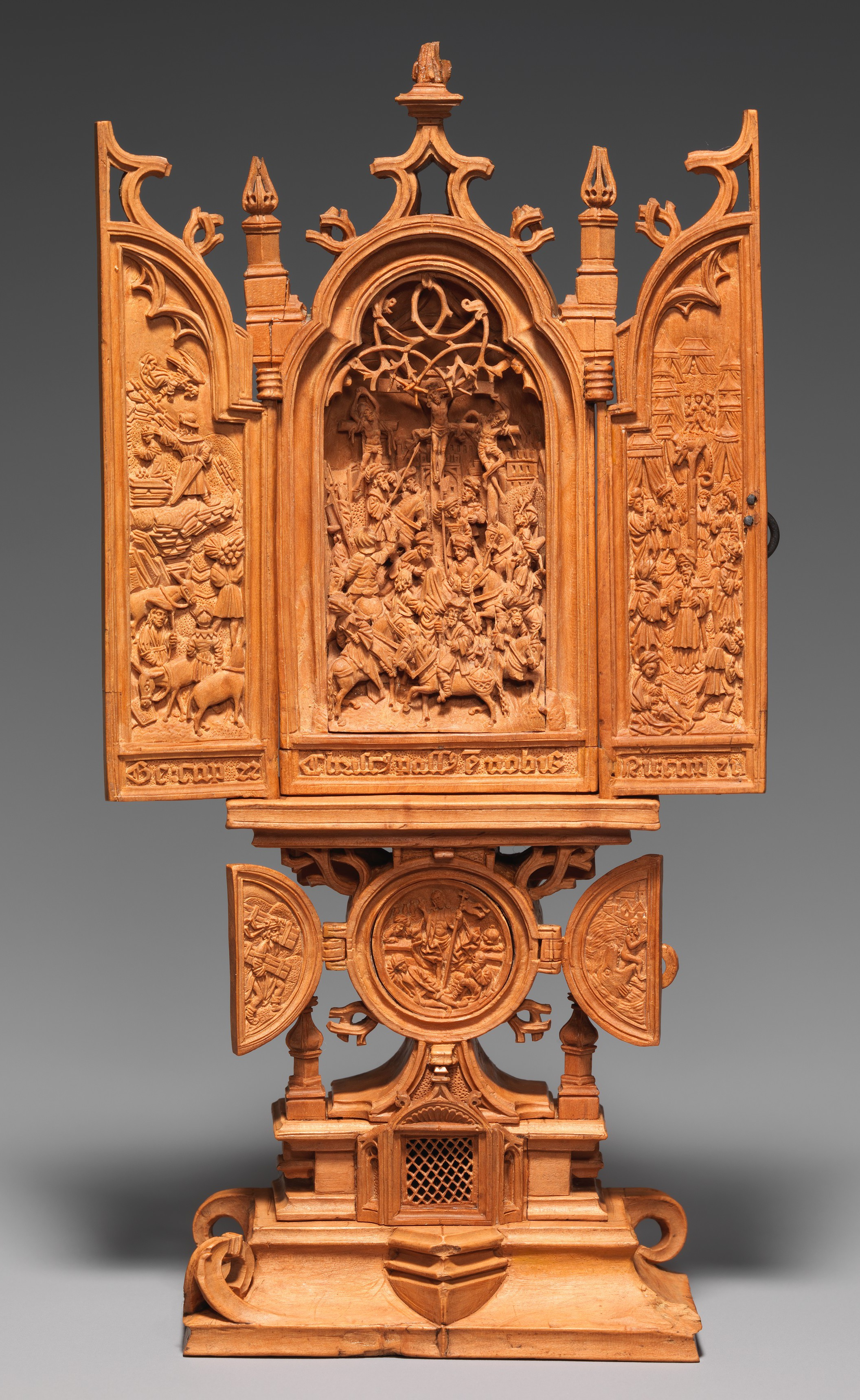
Retábulo Miniatura com a Crucificação, início do século XVI. Altura: 15 cm. Museu Metropolitano de Arte, Nova York

O Museu Metropolitano de Arte de Nova York categoriza amplamente as miniaturas de buxo em dois grupos, as com relevos simples e as de design complexo. Dos 150 exemplares sobreviventes, a maior parte são castanhas de oração, geralmente com combinações e encravações extravagantes, traceria gótica e epigrafias nas cascas exteriores. Frequentemente, assumem a forma de dois hemisférios unidos por um cinto com dobradiças e fechos, com o interior escavado para acomodar os elaborados entalhes.
Fora as castanhas de oração e polípticos comuns, outros formatos incluem estatuetas, pingentes redondos, caixões, frascos de perfume e memento mori em forma de caveiras.
Devido à semelhança de materiais, técnicas de produção e à ausência geral de aplicação de tinta, as miniaturas tinham coloração original semelhante. Isso divergiu ao longo dos séculos, dados os diversos métodos de armazenamento e manuseio, bem como as diferentes restaurações e aplicações de revestimento.
O rendilhado utilizado para decoração geométrica no exterior pode ser categorizado em três estilos diferentes. Um estilo sobrepõe círculos que se cruzam ao redor da cabeça da cúpula. Um segundo usa pequenos círculos para pontuar e dividir a cúpula em segmentos. O terceiro estilo é uma combinação dos dois primeiros, mas muito mais complexo, e usa os arcos dos círculos para ligar os círculos em laço do primeiro estilo com os padrões repetidos do segundo estilo. No entanto, todas as obras são semelhantes em proporção, circunferência e tamanho da dobradiça e dos fechos.

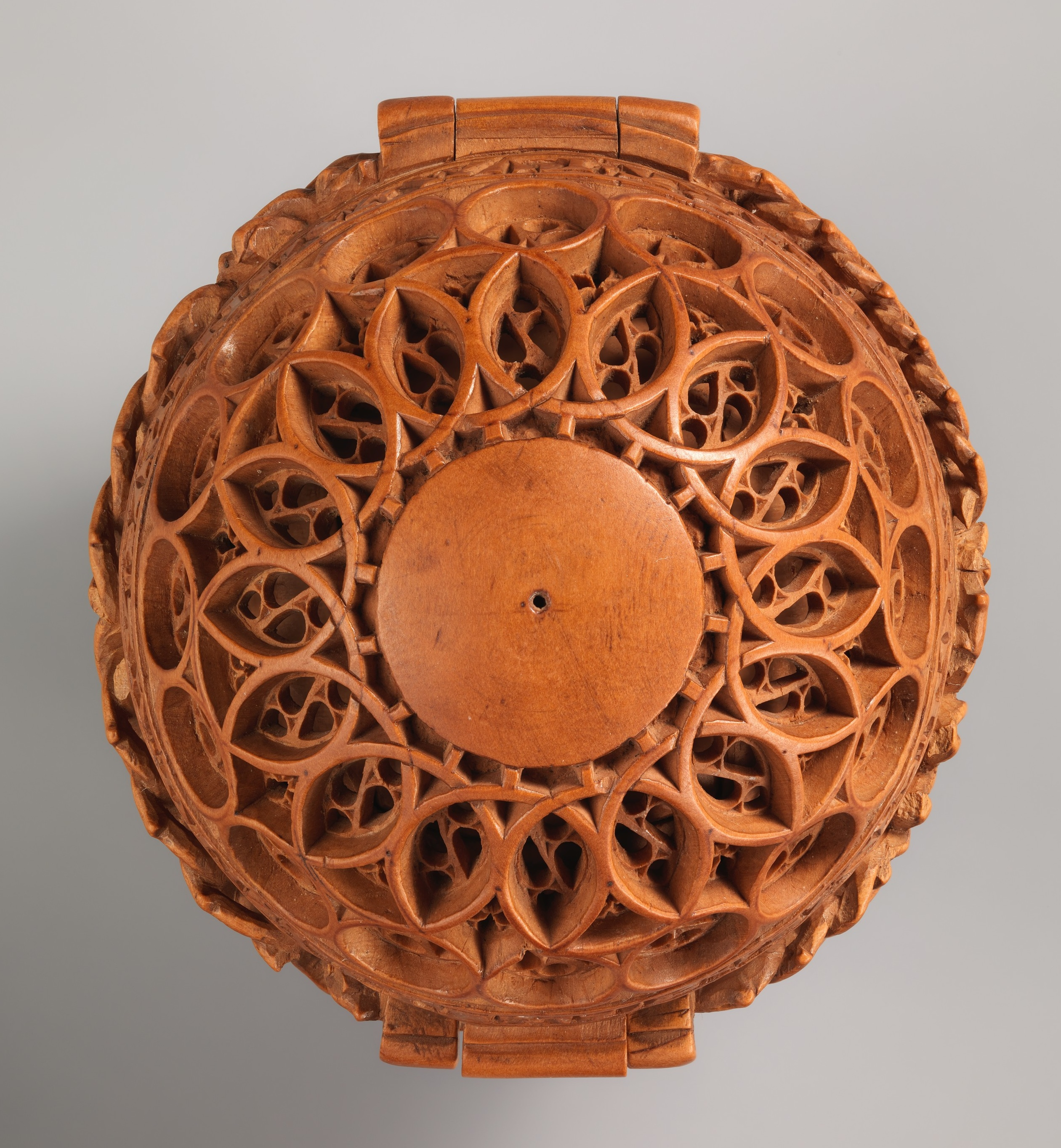
Metade de uma castanha de oração com a crucificação (interior), holandês, início do século XVI. Altura: 5,7 cm. Museu Metropolitano de Arte, Nova York

O uso da palavra castanha pode ser derivado do fato de que algumas das contas foram esculpidas em castanhas ou caroços e, embora nenhuma dessas miniaturas tenha sobrevivido, era uma prática conhecida no sul da Alemanha medieval. Eles têm principalmente o mesmo formato (deliberadamente projetados para se parecerem com maçãs), decorados com traceria gótica e flores esculpidas, de tamanho adequado para segurar na palma da mão.
As castanhas de oração geralmente contêm cenas centrais que retratam episódios da vida de Maria ou da Paixão de Jesus. Alguns são uma única castanha; mais raros são aqueles que consistem em até onze, incluindo o Rosário de Chatsworth presenteado por Henrique VIII a Catarina de Aragão, que é um dos dois únicos rosários de buxo sobreviventes. As figuras costumam estar vestidas com roupas da moda contemporânea. O nível de detalhe se estende aos escudos dos soldados, aos botões da jaqueta, às joias e às velas. Em alguns casos, contêm inscrições esculpidas geralmente relacionadas ao significado da narrativa. Há exemplos mais modestos, como os dois medalhões que compõem a Meia Castanha de Oração com a Lamentação do Museu Metropolitano de Arte, que mostra a Virgem com o Menino ao lado de uma freira ajoelhada segurando um colar de contas e uma Pietà. As duas imagens são extraordinariamente simples para o tipo; apenas uma pequena parte da superfície disponível das bordas contém inscrições.

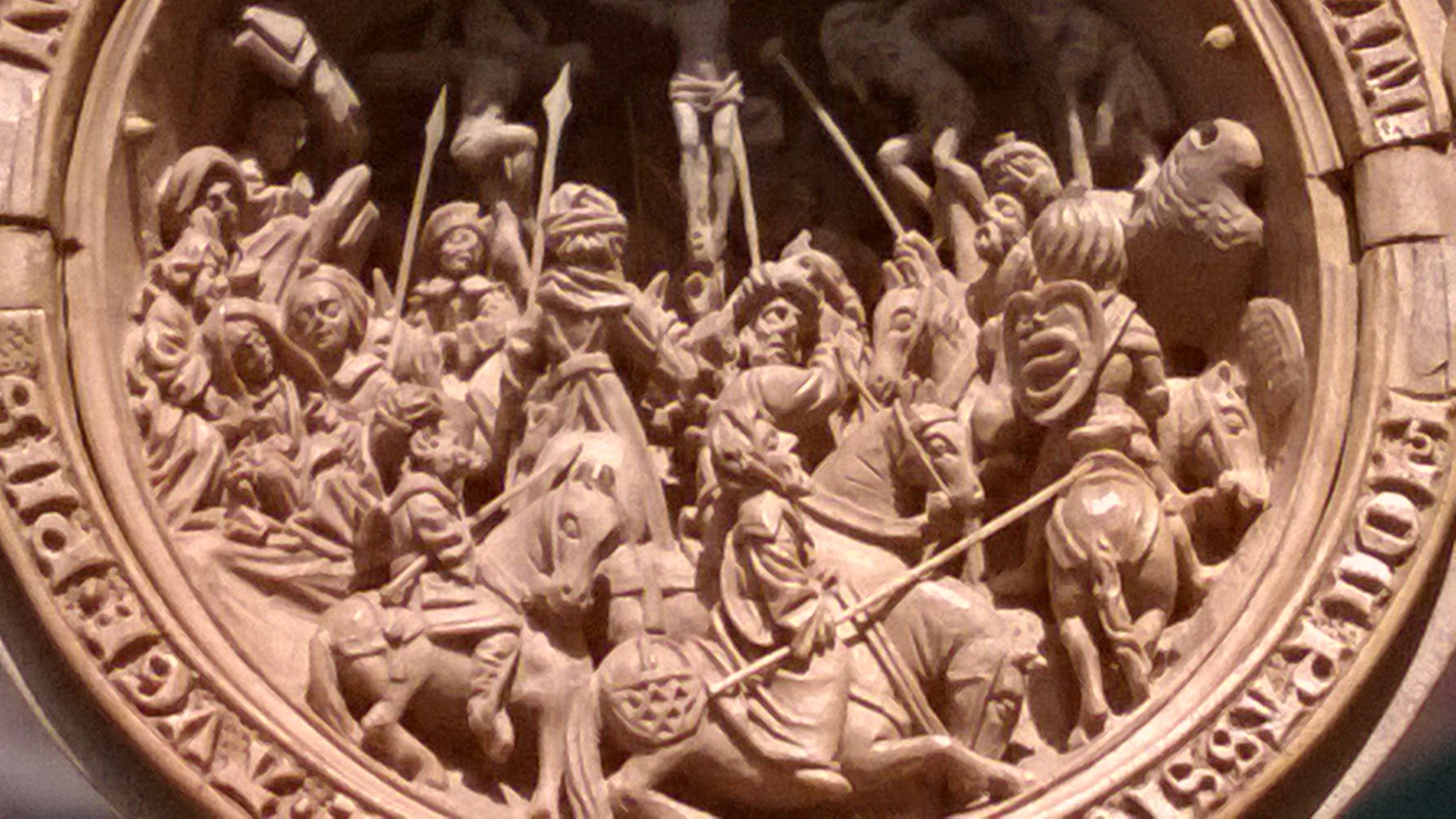
Castanha de Oração com a Crucificação e Jesus diante de Pilatos, vista interior. Museu Metropolitano de Arte, Nova York.

As castanhas são bastante uniformes em tamanho e formato, com diâmetro variando entre 30 e 65 milímetros. Suda observa como seu “impacto espiritual...[foi] curiosamente...em proporção inversa ao seu tamanho”. Muitas vezes eram feitas como duas meias conchas que podiam ser abertas para revelar detalhes internos intrincados. Segundo a historiadora de arte Dora Thornton, quando a castanha de oração era aberta, ela “revelava a representação do divino escondido em seu interior." Os interiores variam consideravelmente em complexidade e detalhes, sendo o mais simples composto por um baixo relevo cortado em um disco que foi arredondado na parte de trás. Em seu aspecto mais detalhado e complexo, Suda descreve como as castanhas "se desenrolaram como uma grande ópera em um palco em miniatura, completa com trajes exóticos, adereços elaborados e animais grandes e pequenos" e observa como eles têm uma qualidade de Alice no País das Maravilhas, em que "caímos de cabeça no minúsculo mundo criado pelo escultor... para o mundo que eles revelam além do ambiente imediato."
Scholten comenta que a traceria pode ter sido uma tentativa de sugerir que o objeto continha uma pequena relíquia, "de modo que o objeto assumisse o caráter de um talismã e fosse considerado como tendo um efeito apotropaico". Vários dos exemplares sobreviventes contém um laço de madeira no meio para que pudesse ser usado pendurado em um cinto ou carregado em uma caixa. Uma fragrância era às vezes posta dentro da casca, que se liberava quando as castanhas eram abertas, tornando-os comparáveis aos pomanders da época.

O formato de uma castanha de oração geralmente carregava um significado mais profundo; com a casca exterior representando o corpo humano de Cristo; o suporte da castanha, a cruz; e os relevos interiores, sua divindade. De acordo com Thornton, "abrir a castanha em si é um ato de oração, assim como abrir um livro de orações pessoais com iluminuras, ou observar as folhas de um retábulo de grande escala sendo articuladas em uma reunião religiosa". No entanto, Scholten questiona o uso das castanhas como de devoção privada, observando como sua escala diminuta os tornava impraticáveis para meditação, já que suas imagens não eram discerníveis sem uma lupa ou óculos fortes.

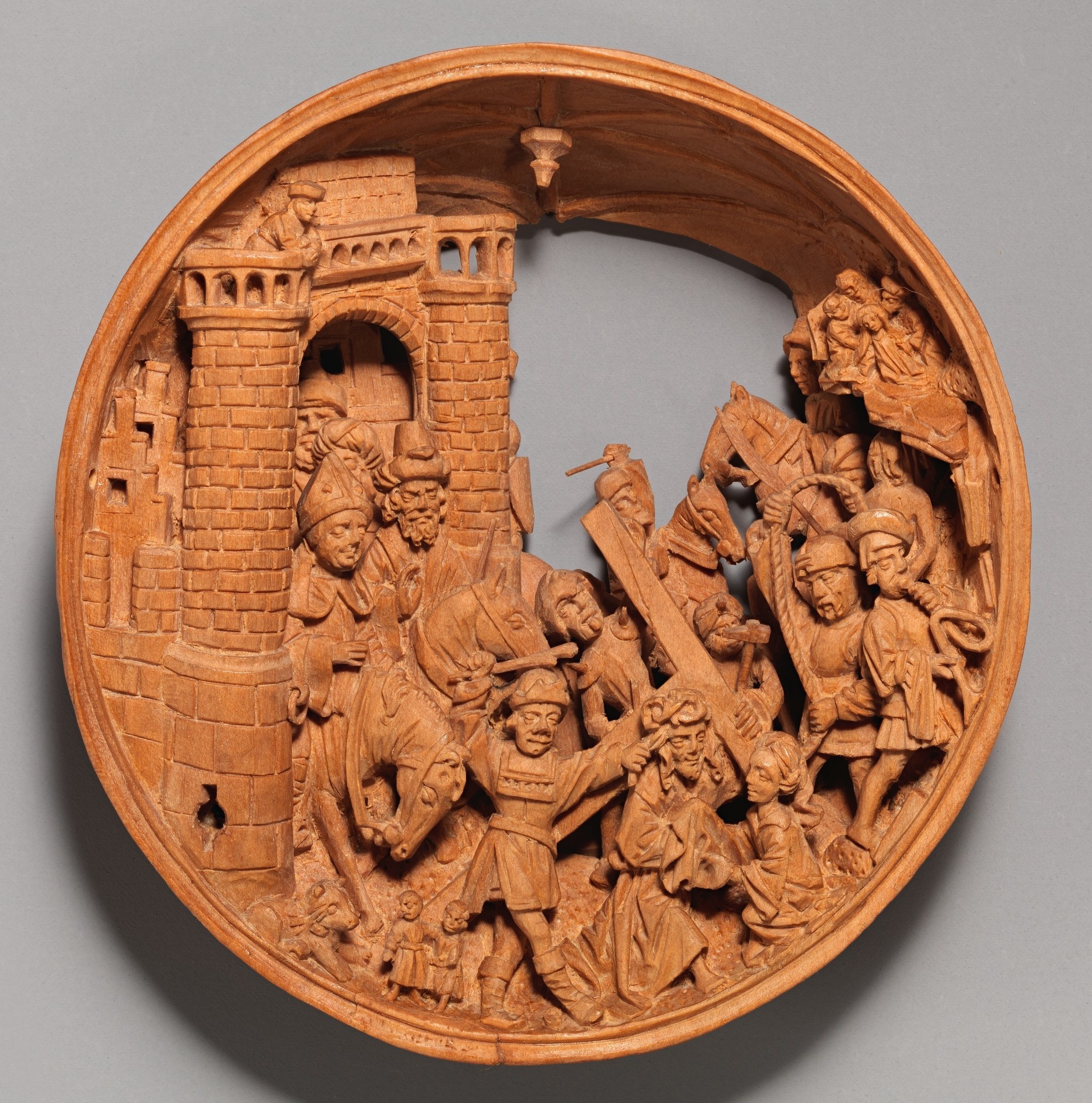
Meia castanha de oração com Jesus carregando a cruz, vista interna. Museu Metropolitano de Arte, Nova York
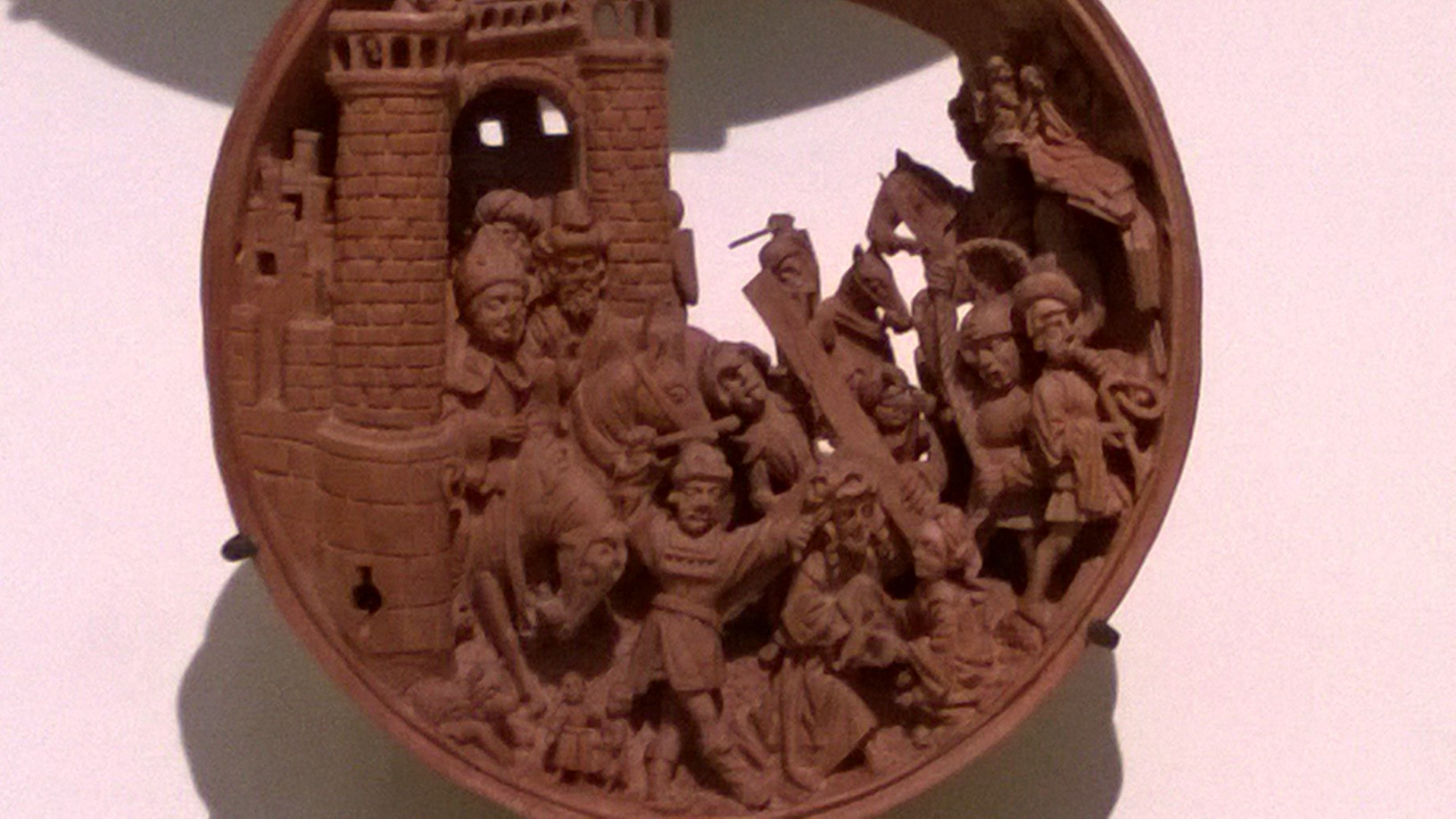
Castanha de Oração com a Crucificação e Jesus diante de Pilatos, vista interior. Museu Metropolitano de Arte, Nova York
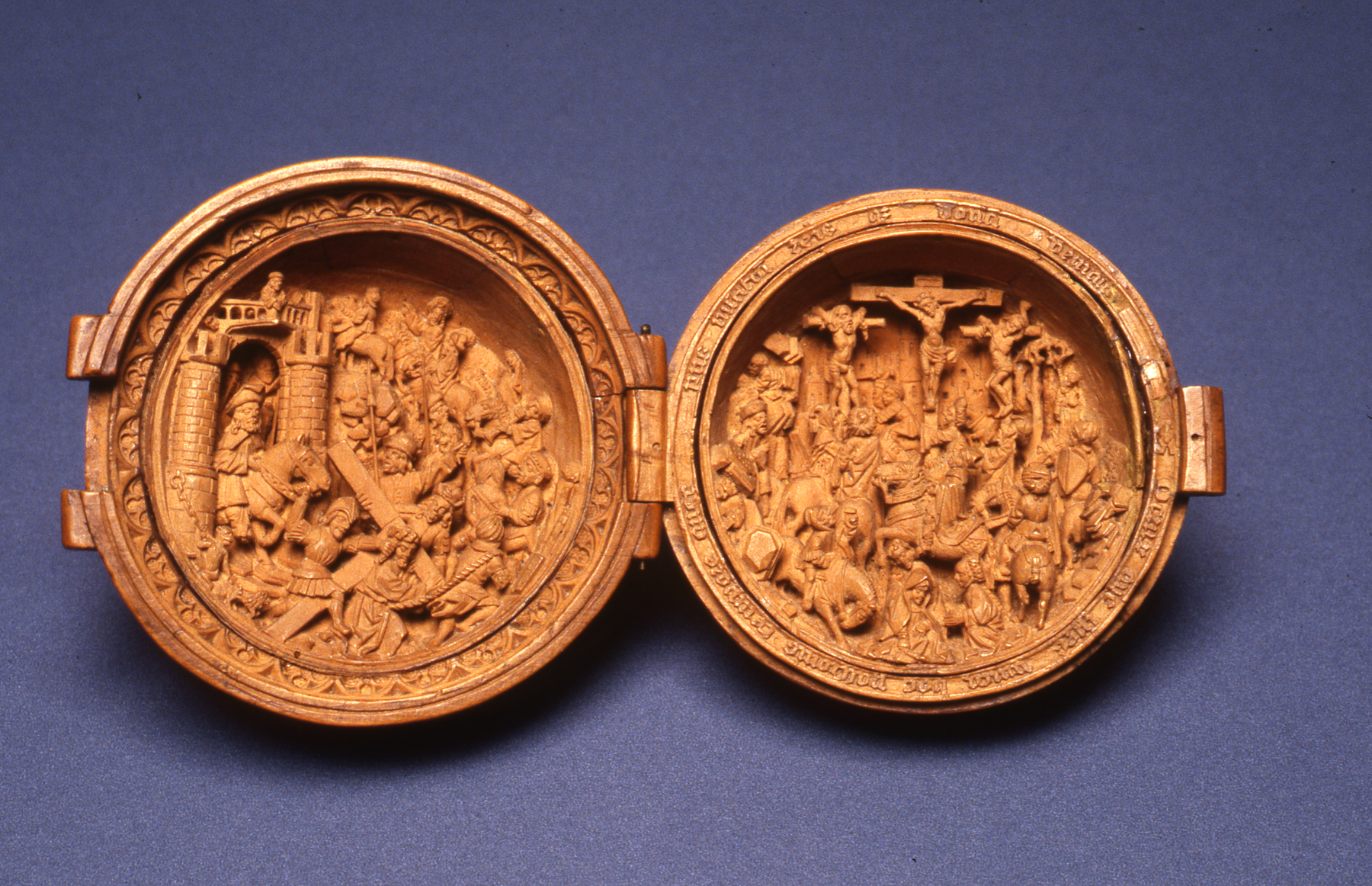
Rosário com Cena de Cristo Carregando a Cruz, c. 1500–25. Museu de Arte Walters, Baltimore

### Polípticos
Trípticos, dípticos e outros polípticos em miniatura de buxo são tipicamente retábulos, sendo tabernáculos e ostensórios mais raros. As obras multipainéis existem nos formatos horizontal e paisagístico, geralmente formadas a partir de um único bloco de madeira com componentes articulados entre si. Os trípticos geralmente seguiam o formato e o estilo de seus equivalentes de maior escala, com um painel central com santos principais e duas alas auxiliares.
Os polípticos geralmente serviam como dispositivos portáteis para leigos, usados para devoção privada, e sua popularidade reflete a crescente riqueza de comerciantes que viviam nos principais portos do norte da Europa. Sua iconografia geralmente segue retábulos contemporâneos de painéis de grande escala, com representações de Cristo carregando a cruz e a entrada em Jerusalém como temas comuns. Os retábulos consistem normalmente em três elementos principais; uma caixa arquitetônica, relevos internos e uma base ou predela, que pode ser fixa ou removível. Por sua vez, cada um desses elementos pode ter vários componentes, que foram fixados com alfinetes ou colados. Geralmente contêm asas dobráveis, esculpidas em baixo relevo e com figuras e cenas menores nas bordas do espaço pictórico central. Normalmente, os elementos fixos maiores eram conectados com encaixes interligados e juntas de espiga cortadas nas lajes.
Um retábulo tríptico do Museu Metropolitano de Arte possui um compartimento (receptáculo) para guardar relíquias, coberto por um disco articulado. Um tríptico de 25,1cm de altura especialmente detalhado e complexo catalogado como WB.232 no Museu Britânico, creditado à oficina de Adam Dircksz, contém dois trípticos em registros superiores e inferiores. O registro superior, muito maior, consiste em um painel central com uma crucificação ao fundo e numerosas figuras em primeiro plano; uma Ressurreição, Sepultamento e outras cenas estão na ala direita, enquanto representações de Cristo carregando a cruz e o Sacrifício de Isaque são as principais características da ala esquerda.

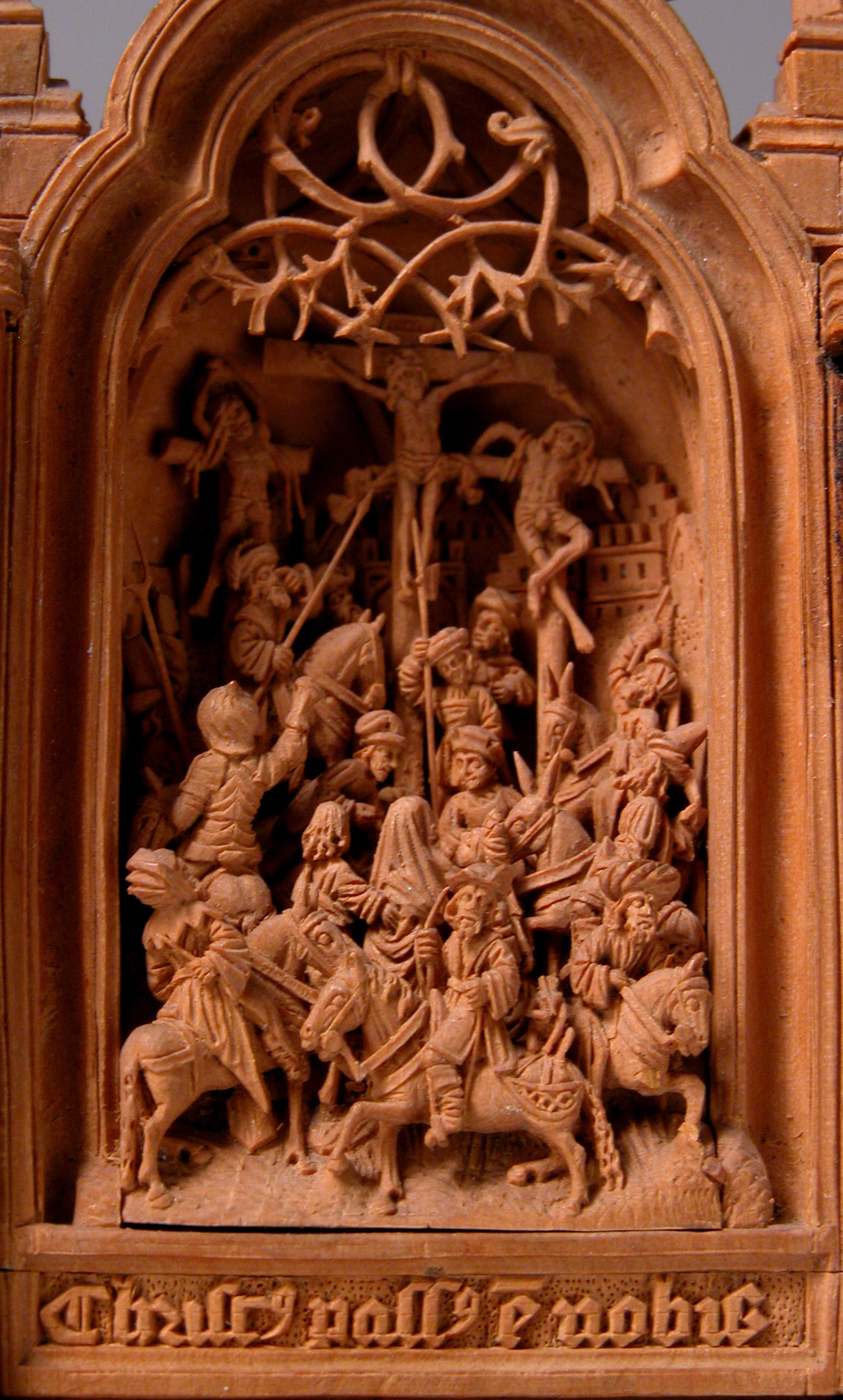
Retábulo Miniatura com a Crucificação (detalhe), início do século XVI. Altura total: 15 cm. The Cloisters, Nova York

Os relevos são normalmente posicionados em um plano horizontal, permitindo um longo espaço entre os topos das figuras e as extremidades dos arcos aéreos tipicamente arredondados. Os painéis costumam ser bastante rasos, com profundidade de nicho suficiente para posicionar as figuras, que podem ser independentes ou esculpidas em alto relevo. Os nichos variam em perfil, sendo os formatos de cúpula ou cogumelo os mais comuns. Outras características, incluindo elementos arquitetônicos ou paisagísticos, foram inseridas de forma semelhante, totalmente formadas; em exemplos mais elaborados e detalhados, a escala reduzida era muito restrita para criar todos os elementos em relevo. A abordagem também reflete a prática utilizada pelos artistas contemporâneos do norte da Europa que trabalharam em retábulos de grande escala.
Muitas das características das miniaturas lembram a arquitetura contemporânea do estilo gótico do norte. Apenas um exemplar, no Museu Britânico, contém uma influência da Renascença italiana, evidente nas hastes dos balaústres e nas pilastras contendo profetas em ambos os lados da crucificação. A veneração da Paixão de Jesus e das Dores de Maria no final do século XV teve uma forte influência no desenho e na forma de muitos destes tipos de retábulos. Parte do apelo da Paixão foi o contraste entre cenas relativamente simples da Vida de Cristo, justapostas a cenas mais complexas com vistas detalhadas, como a Crucificação ou representações do Céu e do Inferno.

## Coleções
As miniaturas de buxo pareciam ter servido três funções originais: auxílios à devoção privada, objetos luxuosos de status e brinquedos novos. Mais tarde, tornaram-se preciosas relíquias de família, passadas de geração em geração, mas à medida que a arte medieval saiu de moda no início do período moderno, a sua proveniência foi muitas vezes perdida. O registro mais antigo de uma coleção é o inventário dos Duques da Baviera de 1598, que contém várias miniaturas de buxo.

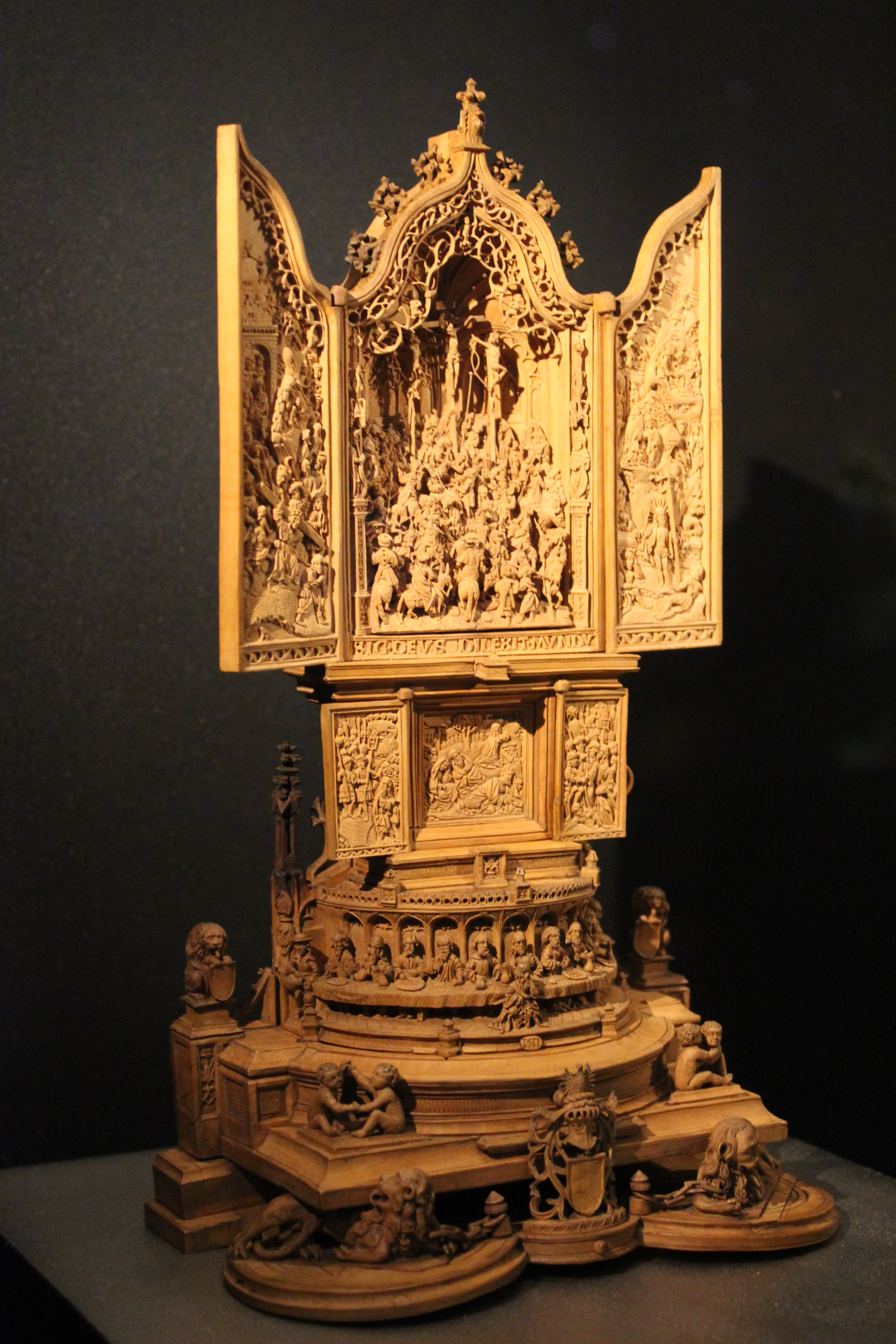
Retábulo em miniatura (WB.232), Adam Dircksz e oficina, 1511, Museu Britânico, Londres

Das obras sobreviventes, mais de cem ressurgiram no mercado de antiquários parisiense do século XIX, então o principal mercado de arte medieval. Durante este período, eles foram adquiridos por colecionadores como o britânico Richard Wallace (1818–1890) — que comprou a coleção inteira do conde van Nieuwerkerke (1811–1892), incluindo duas castanhas de oração de buxo — o colecionador de objetos de arte nascido em Viena, Frédéric Spitzer (1815–1890) e Ferdinand de Rothschild (1839–1898). Spitzer não era um purista e contratou ferreiros para produzir versões modernas, ou cópias, de uma variedade de obras de arte medievais. Hoje, existem quatro esculturas de buxo sobreviventes que ele ampliou para o mercado.
Quando o financista americano J. P. Morgan comprou a coleção do Barão Albert Oppenheim em 1906, ele adquiriu quatro miniaturas de buxo, incluindo um tríptico com a Crucificação e a Ressurreição, e uma castanha de oração mostrando o Carregamento da Cruz, todos agora no Museu Metropolitano. Museu de Arte de Nova York. O magnata editorial canadense Kenneth Thomson foi um importante colecionador por mais de 50 anos, e sua coleção incluía a maior coleção do mundo de miniaturas de buxo, incluindo duas caveiras, dois trípticos e seis castanhas de oração. Estas foram legadas à Galeria de Arte de Ontário, juntamente com outras três obras coletadas por sua família após sua morte.

## Estudo e conservação
Objetos dessa escala são difíceis de ver a olho nu e, mesmo quando segurados na mão, o verdadeiro nível de complexidade não é facilmente reconhecido. A dificuldade de produzir reproduções ampliadas contribui para o fato de haver comparativamente poucas pesquisas sobre o formato. Mesmo a fotografia tradicional pode deixar de transmitir o verdadeiro nível de detalhe. A reprodução significativa só pode ser alcançada por modelagem computacional, onde uma série de fotografias em várias profundidades focais são empilhadas para obter nitidez consistente.
A moderna tecnologia de imagem melhorou muito o estudo dos objetos desde o final do século XX, incluindo o uso de raios X. A tomografia computadorizada, utilizando tecnologia semelhante à digitalização médica, permite a captura de milhares de imagens que podem então ser montadas em um modelo tridimensional.

## Galeria

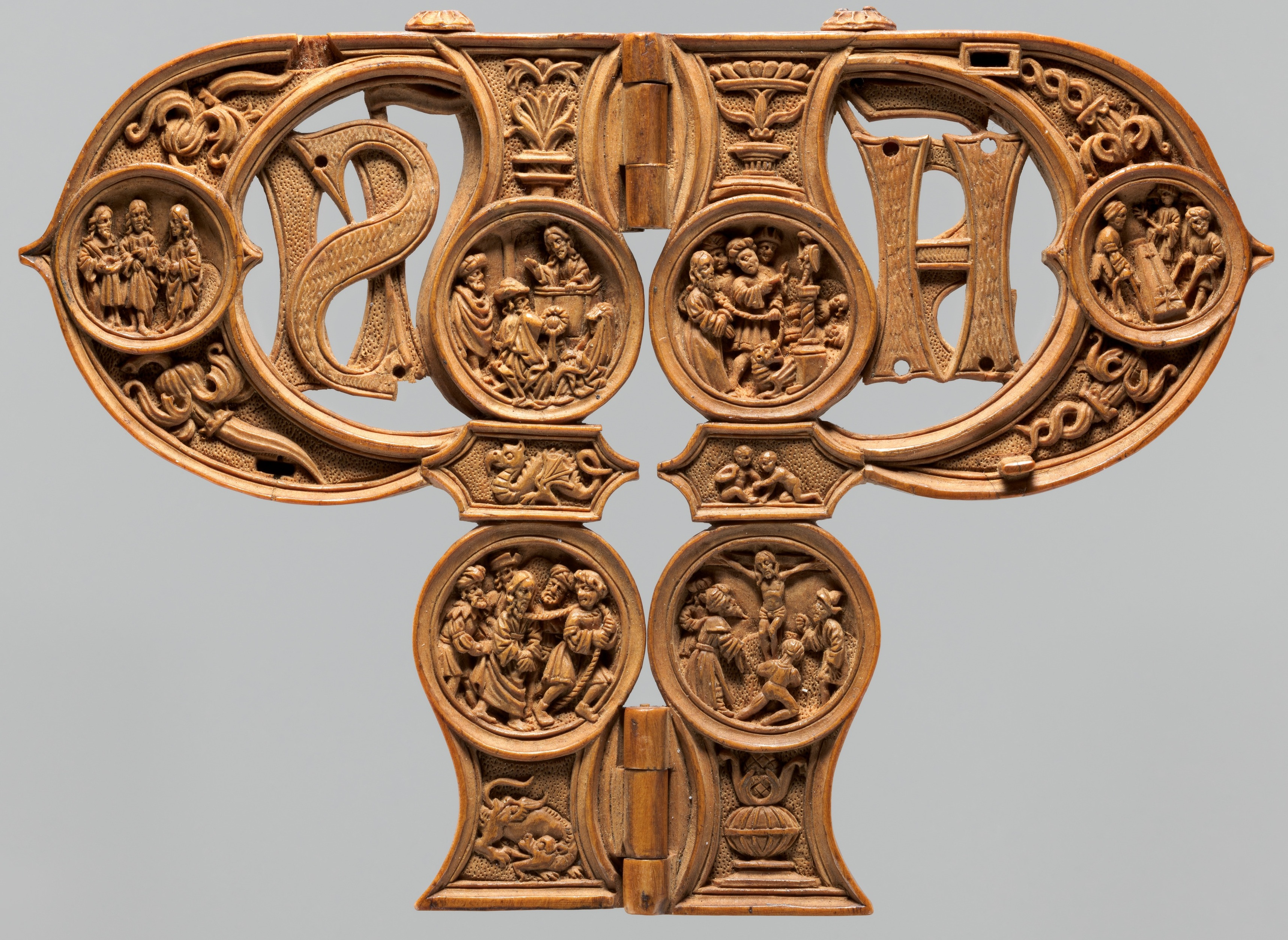
Letra P com a Lenda de São Filipe, Holanda, 1500–06. Altura (aberta): 7,1 cm,The Cloisters, Nova York
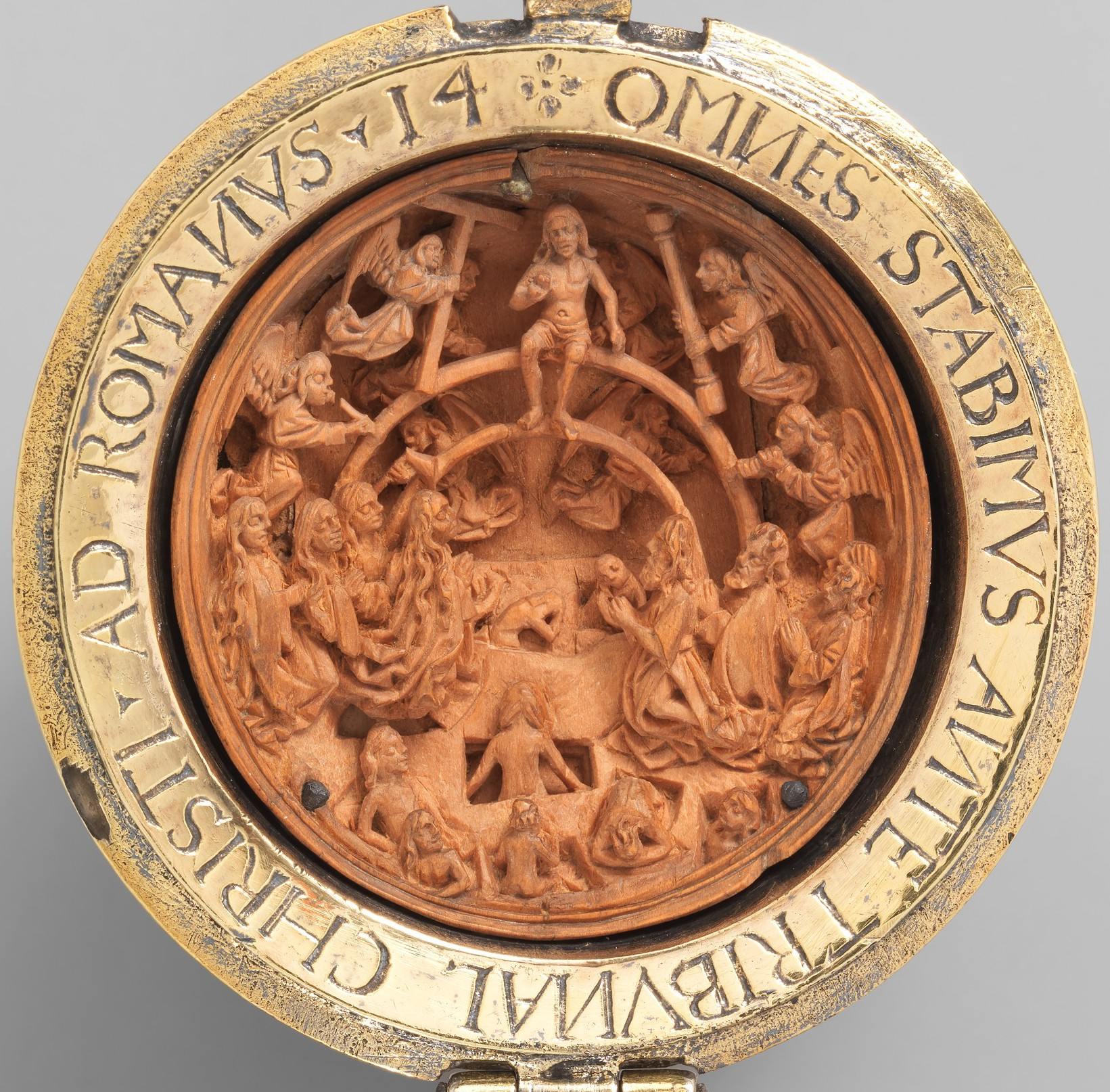
Castanha de oração, Flamengo, c.1525–50. Altura: 8,7 cm. Museu Metropolitano de Arte, Nova York
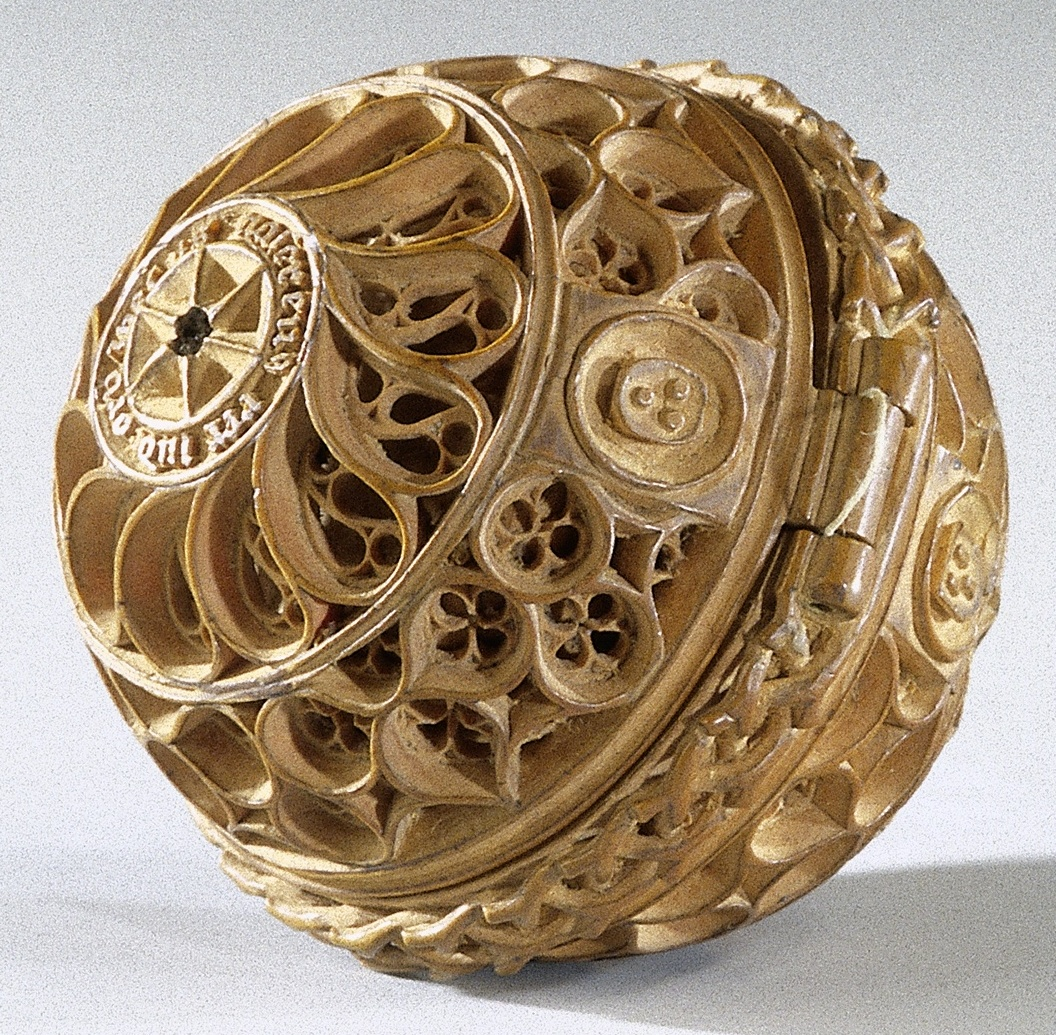
Casca de uma castanha de oração com rendilhado, atribuída a Adam Dircksz, c.1500–30. Rijksmuseum, Amsterdã
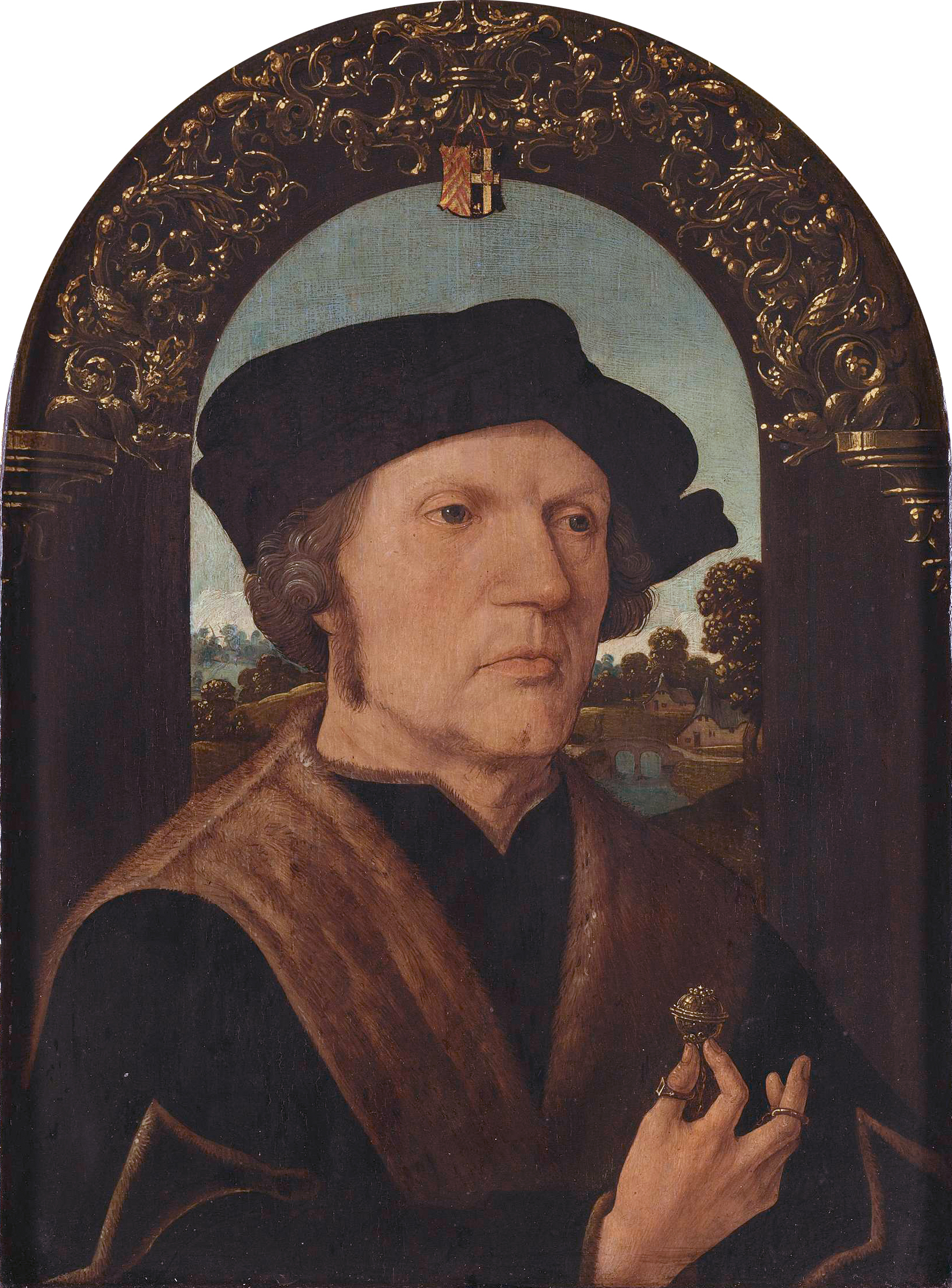
Homem segurando uma castanha de oração: Jan Gerritsz van Egmond (falecido em 1523), oficial de justiça de Nieuwburg. Jacob Cornelisz van Oostsanen ou oficina, c.1518. Rijksmuseum, Amsterdã